# Kunstmuseum Daegu
Das Kunstmuseum Daegu (koreanisch: 대구미술관, englisch: Daegu Art Museum, Eigenschreibweise in Abkürzung d am) wurde im Jahr 2011 eröffnet. Das Museum und die Sammlung werden durch die Stadtverwaltung von Daegu unterhalten. Insgesamt sind etwa 1700 Kunstwerke (Stand November 2021) Teil der Sammlung, die in wechselnden Ausstellungen gezeigt wird.

## Geschichte
Die Planung des Museumsbaus begann 1999. 2010 wurde die zum Museum gehörige Organisationsstruktur gegründet und im folgenden Jahr, am 26. Mai 2011, das Museum eröffnet. Das Museum wird im Moment von Choi Eun-Ju geleitet.

## Anlage
Das Gebäude wurde für das Museum errichtet und das Design über einen Wettbewerb ausgewählt. Insgesamt nimmt das Gebäude 8807,27 m² des 71.202 m² umfassenden Geländes ein. Die Ausstellungsflächen befinden sich auf den unteren beiden Stockwerken mit sieben Raumeinheiten. Im dritten Stock des Gebäudes befindet sich das Art Information Center mit Bibliothek und eine Besucherlounge.

## Museumssammlung

### Sammlungsüberblick
Die Sammlung wird im Wesentlichen durch Neuerwerbungen des Museums selbst erweitert, wobei der Schwerpunkt auf internationaler und koreanischer Zeitgenössischer Kunst liegt.  Beispielsweise befinden sich Werke von Damien Hirst, Yayoi Kusama, Lee Ufan oder Nam June Paik in der Sammlung.
Seit 2021 gehören insgesamt 21 Werke aus der Sammlung Lee Kun-hee (sog. Samsung-Sammlung) zum Museum, die als Spende der Erben zur Begleichung der Erbschaftssteuer an das Museum kamen. Den Schwerpunkt bildet hierbei koreanische Kunst mit direktem Bezug zur Stadt Daegu.

### Ausstellungen
In den insgesamt sieben Raumeinheiten des Museums werden jedes Jahr mehrere thematische Ausstellungen gezeigt.  Besondere Aufmerksamkeit rief die Retrospektive A Dream I Dreamed von Yayoi Kusama (2013) hervor, in der insgesamt 118 Installationen der Künstlerin gezeigt wurden. Die Ausstellung wurde im Anschluss in weiteren Museen in Asien gezeigt.
Das Museum übernimmt seit 2014 die Vergabe des Lee In-Sung Kunstpreises, der jährlich an einen koreanischen Künstler verliehen wird. Gewinner des Preises erhalten die Möglichkeit, eine Einzelausstellung ihrer Werke im Museum zu zeigen.

### Ausstellungen (Auswahl)
- The First Decade (2021, Retrospektive der Sammlungsentstehung, verschiedene Künstler)[13]
- POP/corn (2019, Pop Art, verschiedene Künstler)[14]
- Renegades in Resistance and Challenge (2018, Koreanische Kunst ab den 1960er Jahren, verschiedene Künstler)[15]
- A Dream I Dreamed (2013, Retrospektive, Yayoi Kusama)

## Sonstiges
Neben den Ausstellungsflächen für Kunst ist auch die Bibliothek des Museums im Art Information Center für die Öffentlichkeit zugänglich. Zusätzlich werden verschiedene Veranstaltungen mit Bezug zu Zeitgenössischer Kunst angeboten.